# Ed Asner
Eddie (Ed) Asner (Kansas City (Missouri), 15 november 1929 – Los Angeles, 29 augustus 2021) was een Amerikaanse film-, tv- en toneelacteur die ook zijn stem leende aan animatiefilms. Daarnaast was hij van 1981 tot 1985 voorzitter van de acteursvakbond Screen Actors Guild en een sociaal activist.
Asner groeide op en ging naar school in Kansas. Hij werd internationaal bekend in zijn rol van Lou Grant, eerst in The Mary Tyler Moore Show uit de jaren 70 en daarna, van 1977 tot 1982, in de spin-offserie Lou Grant. Hij was een van de weinige acteurs die eenzelfde personage speelde zowel in een komedie- als dramaserie. Hij is de acteur met de meeste Emmy Award-onderscheidingen. Voor jongere kijkers is hij het best bekend als (de stem van) Carl Fredricksen in de Disney Pixar-animatiefilm Up uit 2009.

## Levensloop
Asner werd geboren als zoon van Russische ouders, Lizzie Seliger en Morris David Asner, en werd orthodox-joods opgevoed. Hij studeerde aan de Universiteit van Chicago. Hij werkte aan de band in een General Motors-vestiging en diende in het leger bij het Signal Corps en trad op voor VS-troepen in Europa.
Voor hij bij Mary Tyler Moore terechtkwam werd hij eerst toneelacteur bij gezelschappen in Chicago en New York, onder meer in Broadway waar hij de rol van bedelaarskoning Peachum vertolkte in de Driestuiversopera. Later trad hij op als gastacteur in diverse tv-series als Outlaws in (1962) en Mission: Impossible. Asner is het best bekend om zijn personage Lou Grant uit de Mary Tyler Moore Show van 1970 tot 1977, een komische serie van telkens 30 minuten. Nadat deze serie ten einde liep, kreeg hij zijn eigen serie over dit personage. Lou Grant werd een dramareeks over journalistiek, telkens een uur, tot in 1982. Tijdens en na deze serie bleef hij optreden in andere sitcoms. In 1975 kreeg Asner een rol in de serie Hawaii Five-O. Hij speelde dezelfde rol, die van smokkelaar, in de remake van de serie in 2011.
Hij werd ook bekend vanwege zijn rol als kapitein Thomas Davies' in de miniserie Roots (1977), als de man die Kunta Kinte ontvoerde en hem als slaaf verkocht. Minder bekend is zijn hoofdrol als paus Johannes XXIII in de RAI-miniserie Papa Giovanni: Ioannes XXIII in 2002.
In zijn carrière leende hij ook zijn stem aan tal van animatiereeksen, waaronder Spider-Man en Up. Hij verzorgde ook de commentaarstem in documentaires en films over sociaal activisme.
Asner heeft zeven Emmy Awards gewonnen voor zijn acteerwerk, waarvan vijf voor Lou Grant, en is nog altijd de mannelijke acteur met de meeste Awards. In 2003 werd hij opgenomen in de Hall of Fame van de The National Academy of Television Arts & Sciences.
In 2014 kwam er een documentaire over Asner uit. My Friend Ed won de Best Short Documentary tijdens het New York City Independent Film Festival. In 2018 speelde hij mee in de Netflix-serie Dead to Me. Zijn laatste rollen zijn te horen op Disney+ als de stem Carl Fredricksen in de mini-serie Dug Days uit 2021, de geest van Claude voor de halloweenspecial Muppets Haunted Mansion, eveneens uit 2021, en wederom als de stem van Carl Fredericksen in de short Carl's Date uit 2023.

## Activist
Asner stond ook bekend om zijn politieke en sociale stellingnames in diverse onderwerpen en aangelegenheden. Hij was lid van het Comic Book Legal Defense Fund dat opkomt voor de vrijheid van striptekenaars en uitgevers van stripboeken en prominent lid van natuurvereniging Defenders of Wildlife en het Rosenberg Fund for Children, genoemd naar het communistische echtpaar Julius en Ethel Rosenberg dat in 1953 werd geëxecuteerd wegens vermeende spionage in oorlogstijd en twee kinderen naliet. 
Als overtuigd Amerikaans sociaaldemocraat en in zijn hoedanigheid van voorzitter van de Screen Actors Guild (SAG) drukte hij zijn stempel op de acteursstaking in 1980 voor hogere prestatievergoedingen en tegen de VS-politiek in Centraal-Amerika in jaren '80. Dit laatste zou ook het einde betekenen van Lou Grant: vanwege zijn publieke stellingnamen besloot zender CBS de serie niet te verlengen, ondanks de goede ratings in primetime.
Naar aanleiding van de aanslagen op 11 september 2001 heeft hij regelmatig zijn scepsis geuit over de werkelijke toedracht van de gebeurtenissen en omstandigheden die geleid hebben tot de aanvallen met vier vliegtuigen.
In 2008 steunde hij Barack Obama voor de presidentsverkiezingen. Hij kwam onder meer ook op voor het leven van Mumia Abu-Jamal en maakte in zijn thuisstaat Californië een tv-clip voor de invoering van een socialer systeem van gezondheidszorg.
In 2012 werd Asner aangevallen door Fox News vanwege een videoclip voor de Californische Lerarenfederatie. Daarin verbeeldde hij een rijke pief die op een groep protesterende arbeiders piste. Op het matje geroepen door een Fox News-producer, sloeg hij terug: "Mag ik ook op u pissen?"

## Persoonlijk leven
In 1959 trouwde hij met Nancy Sykes en kreeg drie kinderen met haar: tweeling Matthew en Liza, en Kate. Ze scheidden in 1988. Uit een aparte relatie had hij nog een jongere zoon, Charlie. Tien jaar later hertrouwde hij met Cindy Gilmore, een verbintenis die in 2007 eindigde.
Asner overleed op 91-jarige leeftijd.

## Prijzen
| Jaar | Prijs                | Categorie                                           | Titel                       | Resultaat   |
| ---- | -------------------- | --------------------------------------------------- | --------------------------- | ----------- |
| 1971 | Primetime Emmy Award | Beste mannelijke bijrol in een komedieserie         | The Mary Tyler Moore Show   | Gewonnen    |
| 1972 | Primetime Emmy Award | Beste mannelijke bijrol in een komedieserie         | The Mary Tyler Moore Show   | Gewonnen    |
| 1972 | Golden Globe         | Beste mannelijke bijrol - televisie                 | The Mary Tyler Moore Show   | Gewonnen    |
| 1973 | Primetime Emmy Award | Beste mannelijke bijrol in een komedieserie         | The Mary Tyler Moore Show   | Genomineerd |
| 1973 | Golden Globe         | Beste mannelijke bijrol - televisie                 | The Mary Tyler Moore Show   | Genomineerd |
| 1974 | Primetime Emmy Award | Beste mannelijke bijrol in een komedieserie         | The Mary Tyler Moore Show   | Genomineerd |
| 1974 | Golden Globe         | Beste mannelijke bijrol - televisie                 | The Mary Tyler Moore Show   | Genomineerd |
| 1975 | Primetime Emmy Award | Beste mannelijke bijrol in een komedieserie         | The Mary Tyler Moore Show   | Gewonnen    |
| 1975 | Golden Globe         | Beste mannelijke bijrol - televisie                 | The Mary Tyler Moore Show   | Genomineerd |
| 1976 | Primetime Emmy Award | Beste mannelijke bijrol in een komedieserie         | The Mary Tyler Moore Show   | Genomineerd |
| 1976 | Primetime Emmy Award | Beste mannelijke gastrol in een dramaserie          | Rich Man, Poor Man          | Gewonnen    |
| 1976 | Golden Globe         | Beste mannelijke bijrol - televisie                 | The Mary Tyler Moore Show   | Gewonnen    |
| 1977 | Primetime Emmy Award | Beste mannelijke bijrol in een komedieserie         | The Mary Tyler Moore Show   | Genomineerd |
| 1977 | Primetime Emmy Award | Beste mannelijke gastrol in een dramaserie          | Roots                       | Gewonnen    |
| 1977 | Golden Globe         | Beste mannelijke bijrol - televisie                 | Rich Man, Poor Man          | Gewonnen    |
| 1978 | Primetime Emmy Award | Beste acteur in een dramaserie                      | Lou Grant                   | Gewonnen    |
| 1978 | Golden Globe         | Beste acteur in een dramaserie                      | Lou Grant                   | Gewonnen    |
| 1979 | Primetime Emmy Award | Beste acteur in een dramaserie                      | Lou Grant                   | Genomineerd |
| 1979 | Golden Globe         | Beste acteur in een dramaserie                      | Lou Grant                   | Genomineerd |
| 1980 | Primetime Emmy Award | Beste acteur in een dramaserie                      | Lou Grant                   | Gewonnen    |
| 1980 | Golden Globe         | Beste acteur in een dramaserie                      | Lou Grant                   | Gewonnen    |
| 1981 | Primetime Emmy Award | Beste acteur in een dramaserie                      | Lou Grant                   | Genomineerd |
| 1981 | Golden Globe         | Beste acteur in een dramaserie                      | Lou Grant                   | Genomineerd |
| 1982 | Primetime Emmy Award | Beste acteur in een dramaserie                      | Lou Grant                   | Genomineerd |
| 1982 | Golden Globe         | Beste acteur in een dramaserie                      | Lou Grant                   | Genomineerd |
| 1992 | Primetime Emmy Award | Beste mannelijke bijrol in een dramaserie           | The Trials of Rosie O'Neill | Genomineerd |
| 2007 | Primetime Emmy Award | Beste mannelijke bijrol in een miniserie of tv-film | The Christmas Card          | Genomineerd |
| 2009 | Primetime Emmy Award | Beste gastacteur in een dramaserie                  | CSI: NY                     | Genomineerd |

- Bibsys: 4002099
- Biblioteca Nacional de España: XX1579941
- Bibliothèque nationale de France: cb14151073c (data)
- CiNii: DA15274531
- Gemeinsame Normdatei: 1028357524
- International Standard Name Identifier: 0000 0000 8133 3616
- Library of Congress Control Number: n81027790
- MusicBrainz: 915e3e7e-1245-4046-b189-98ad854a2332
- National Archives and Records Administration: 10569421
- Nationale Bibliotheek van Tsjechië: xx0149806
- Nationale bibliotheek van Australië: 41405479
- Nationale Bibliotheek van Israël: 987007309744205171
- Nationale Bibliotheek van Polen: a0000001256167
- Nederlandse Thesaurus van Auteursnamen: 073513679
- Istituto Centrale per il Catalogo Unico: RAVV355409
- SNAC: w6vr3t8t
- Système universitaire de documentation: 151249679
- Virtual International Authority File: 54355695
- WorldCat: E39PBJmXMMtHmbd4yf4bHQVwG3